# David H. Moriarty
David H. Moriarty (* 19. August 1911 in Nebraska; † 16. September 1989 in Los Angeles, Kalifornien) war ein US-amerikanischer Tontechniker.

## Leben
Moriarty begann seine Karriere Anfang der 1950er Jahre. Sein Debüt hatte er bei John Fords mit zwei Oscars prämierten Komödie Der Sieger. In der Folge arbeitete er exklusiv für das Fernsehen, und es verging ein Jahrzehnt bis zu seinem nächsten Spielfilm, dem Western Die rauhen Reiter von Texas. Er war in den darauf folgenden Jahren neben seinen Fernsehengagements auch an einigen Spielfilmen tätig. 1971 war er für Airport gemeinsam mit Ronald Pierce für den Oscar in der Kategorie Bester Ton nominiert. Im Anschluss war er noch an einigen Fernsehfilmen aus der Columbo-Reihe tätig, bevor er sich Mitte der 1970er Jahre aus dem Film- und Fernsehgeschäft zurückzog. Er starb im Alter von 78 in Los Angeles.

## Filmografie (Auswahl)

### Film
- 1952: Der Sieger (The Quiet Man)
- 1963: Die rauhen Reiter von Texas (The Raiders)
- 1964: Der Tod eines Killers (The Killers)
- 1964: Er kam nur nachts (The Night Walker)
- 1965: Es geschah um 8 Uhr 30 (I Saw What You Did)
- 1966: Drei Fremdenlegionäre (Beau Geste)
- 1969: Blutige Spur (Tell Them Willie Boy Is Here)
- 1970: Airport

### Fernsehen
- 1959–1963: Am Fuß der blauen Berge (Laramie)
- 1962–1969: Die Leute von der Shiloh Ranch (The Virginian)
- 1965–1966: Laredo (Ironside)
- 1967–1969: Der Chef (Ironside)
- 1971–1973: Columbo

## Auszeichnungen
- 1971: Oscar-Nominierung in der Kategorie Bester Ton für Airport